# Mungo Jerry

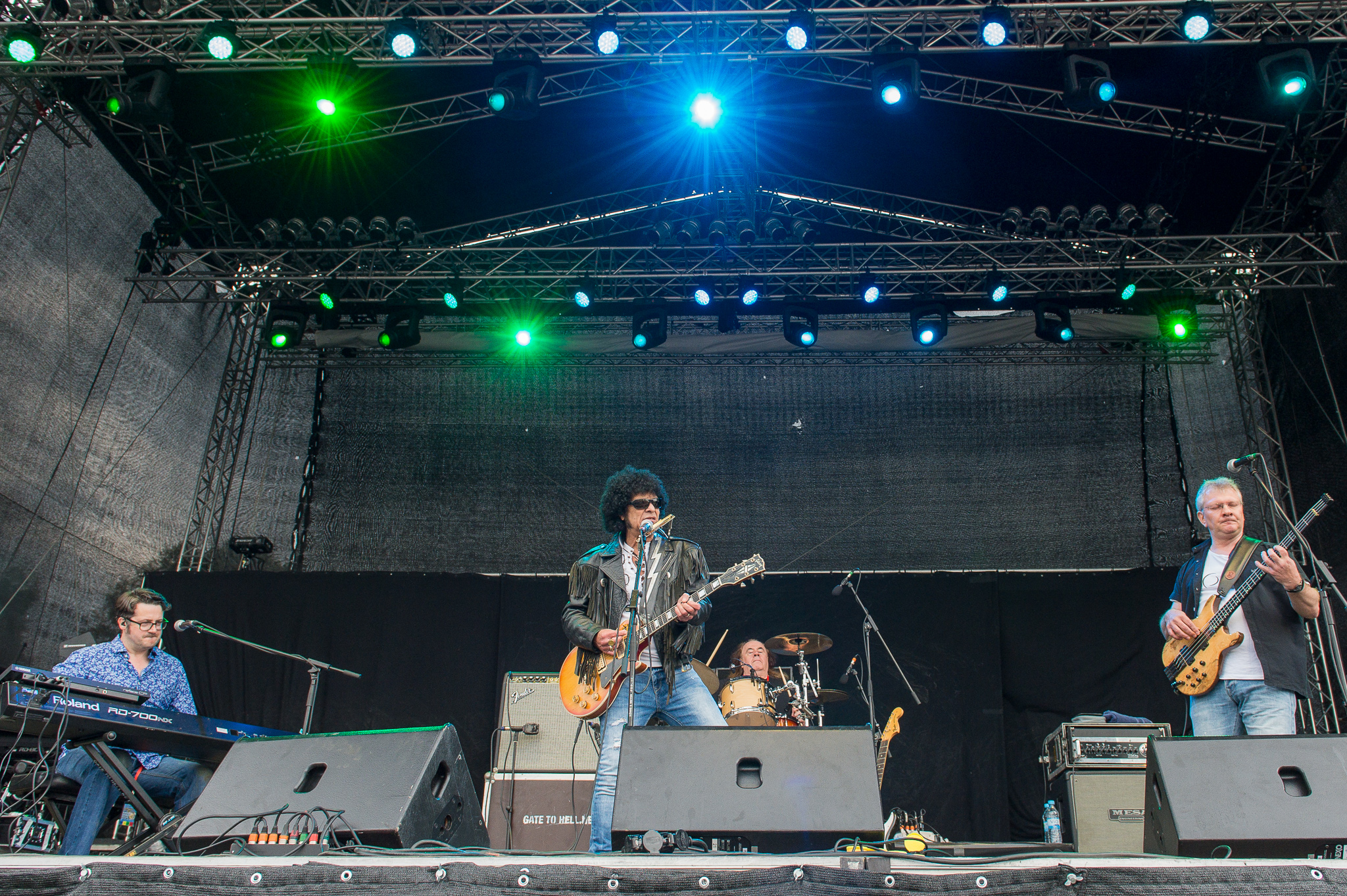
Mungo Jerry (2016)

Mungo Jerry – brytyjska grupa folk rockowa, która największe sukcesy odnosiła w latach 70. Liderem zespołu, utworzonego w 1970, jest Ray Dorset. Najbardziej znanym przebojem jest piosenka In the Summertime. 
Nazwę muzycy zaczerpnęli z wiersza Mungojerrie and Rumpleteazer T.S. Eliota.

## Podstawowy skład
- Ray Dorset - wokalista
- Colin Earl - keyboard
- Alan Johnson - banjo / gitara
- Mike Cole - gitara basowa
- Joe Rush - perkusja

## Dyskografia
- Mungo Jerry - 1970
- Electronically Tested - 1971
- You Don't Have To Be In The Army - 1971
- Boot Power - 1972
- Long Legged Woman Dressed In Black - 1974
- Impala Saga - 1975
- Ray Dorset & Mungo Jerry - 1977
- Lovin´ In The Alleys And Fightin' In The Streets - 1977
- Together Again - 1981
- Boogie Up - 1982
- Katmandu - A Case for the Blues - 1984
- All The Hits Plus More - 1987
- Snakebite - 1991
- Old Shoes New Jeans - 1997
- Candy Dreams - 2001
- Move On - The Latest and the Greatest - 2002
- Adults Only - 2003
- Naked – From the Heart - 2007
- When She Comes, She Runs All Over Me - 2007

### Największe przeboje
- „In the Summertime” - 1970
- „Baby Jump” - 1971
- „Lady Rose” - 1971
- „Mungo's Blues” - 1971
- „You Don't Have to be in The Army To Fight in The War” - 1971
- „Open Up” - 1972
- „Alright Alright Alright" - 1973
- „Wild Love” - 1973
- „Long Legged Woman Dressed In Black” - 1974
- „Hello Nadine” - 1975
- „On a Night Like This” - 1981
- „Prospects” - 1985